# عصبة الجنوب (منظمة)

علم عصبة الجنوب

عصبة الجنوب (بالإنجليزية: League of the South)‏ هي منظمة بتوجه كونفيديرالي جديد وتتبع أيديولوجية قومية البيض وسيادتهم، يقع مقرها في مدينة كيلين في ولاية ألاباما، وتهدف المنظمة في تأسيس «جمهورية حرة ومستقلة جنوبية». وتعتبر ولايات الكونفدرالية الأمريكية منطقة نشاطها الأساسية. وتعد المنظمة أن توجهاتها الإجتماعية والدينية تقليدية ومحافظة مركزة على الثقافة الجنوبية المسيحية.
المنظمة وأعضاؤها متحالفون مع حركة اليمين البديل. ويصنفها مركز قانون الحاجة الجنوبي على أنها جماعة كارهة.

## تاريخ المنظمة
تأسست المنظمة في 1994 على يد مايكل هيل وجاك كرشو وآخرون. وعصبة الجنوب إشارة لمنظمة تأسست في 1858 اسمها «عصبة الجنوبيين المتحدين» التي حاولت التحكم في الرأي العام ورابطة الشمال الشعبوية في شمال إيطاليا.
كان اسم المنظمة «العصبة الجنوبية» ثم تغيرت إلى «عصبة الجنوب» في 1996 بسبب شهرة منظمة أخرى رياضية باسم مماثل. أسسها مايكل هيل مع 28 شخص بعد اجتماع أولي بأربعين شخصا، وهو أستاذ جامعي متخصص في التاريخ البريطاني في كلية ستيلمان في توسكالوسا، ولكن ترك هيل منصبه هناك.
تنشر المنظمة تابلويد فصلية منذ عام 2007 باسم «ذا فري ماغنوليا» (الماغنوليا الحرة).

## آراء المنظمة
تستخدم العصبة ميثولوجيا إنجليزية وكلتية مناهضة للثقافة المتنوعة الموجودة في الجنوب الأمريكي.

### الثقافة
تعد العصبة الثقافة الجنوبية في مواجهة ضد الثقافة الشائعة الأمريكية الفاسدة. League Core Beliefs Statement وتحسب العصبة الثقافة الجنوبية مسيحية ومناهضة للإجهاض.، وأن الثقافة الجنوبية تركز على العلاقات الاجتماعية بدلا من الأفكار (كالوطن والبيئة والعالم) وتحسب العصبة أن أصل الثقافة الجنوبية من الجزر البريطانية وتحاول في حماية تلك الثقافة من الاختفاء.

### المجتمع
وفقا للعصبة، المجتمع الجنوبي يختلف من المجتمعات الماركسية والتي تتسم بالمساواة. وتحسب أن ذلك لأن الثقافة الجنوبية مؤسسة على الكتاب المقدس المسيحي. وتعادي العصبة التحرر الجنسي والمثلية. وتقول مستندات العصبة أنهم يؤسسون حياتهم على عقيدتهم وعائلاتهم وشعبهم على أرض أجدادهم.

## عنصرية المنظمة
أقر مركز قانون الحاجة الجنوبي عام 2000، أن العصبة مجموعة كارهة عنصرية ونشرت تقريرا عن تصريحات العصبة وخاصة تصريحات رئيسها مايكل هيل. ورد هيل على التقرير أنه تقرير سياسي وقال أنه يفخر بما كتب عنه في التقرير.
في تصريح عن الهجوم على نادي ليلي في أورلاندو، قال هيل على موقع العصبة إن «في جنوب حر ومستقل، سيمنع الإسلام وسيهجر المسلمون من البلاد، وستغلق جميع المساجد. وأيدت العصبة امتلاك الأسلحة النارية، وخاصة النوع العسكري منها، لجميع مواطني الجنوب كي يمكن لهم من منع هذه الأحداث من الحصول».

## وصلات خارجية
- الموقع الحالي لمنظمة عصبة الجنوب (بالإنجليزية)
- الموقع القديم للمنظمة «يتضمن مصادر تعليمية وأقسام أخرى». (بالإنجليزية)
- حركات إعادة بناء الكونفيدرالية (بالإنجليزية)